# 土浦ニューウェイ

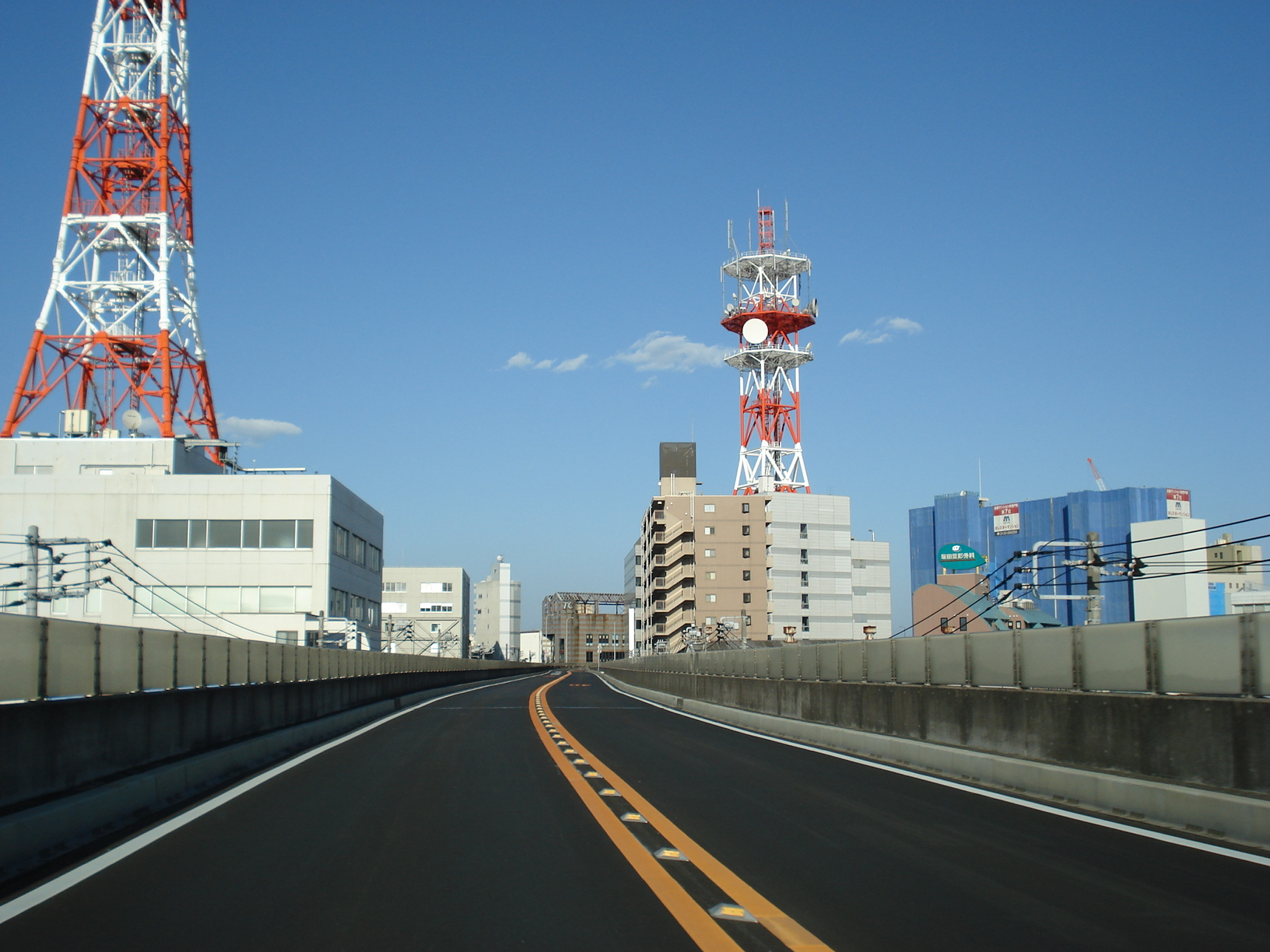
土浦ニューウェイ（土浦高架道）の高架上からみた沿線風景

土浦ニューウェイ（つちうらニューウェイ）、土浦高架道（つちうらこうかどう）とは、茨城県土浦市港町一丁目（土浦駅東口）から田中三丁目（学園大橋）までを結ぶ無料の高架道路である。全長約3 km。
建設期間の短さや市街地上空を通る姿から「土浦の首都高」とも呼ばれた。

## 概要

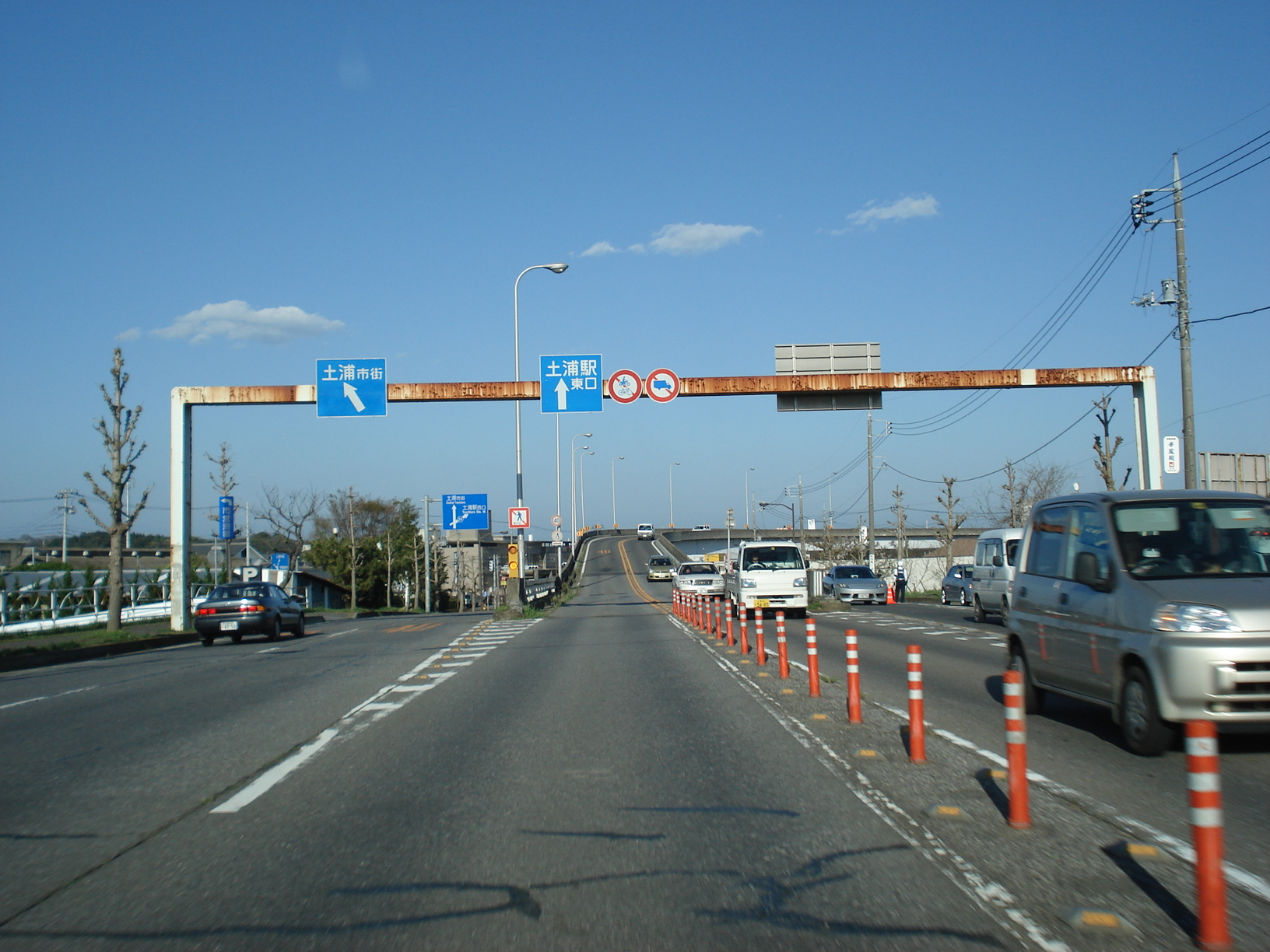
田中町入口

都市計画道路名は、「土浦阿見都市計画道路 3・2・30号 土浦駅東・学園線」である。経路は、土浦市港町一丁目 - 有明町 - 川口一・二丁目 - 中央一丁目 - 桜町三・四丁目 - 大町 - 大手町 - 千束町 - 生田町 - 文京町 - 田中一・二・三丁目 - 大字佐野子までの土浦中心市街地内の各町を結ぶ。
国際科学技術博覧会（科学万博）の開催に際して土浦駅東口から筑波研究学園都市まで結ぶシャトルバスなどが通行する高架街路として1985年（昭和60年）に開通した。
その後、学園大橋付近を打ち上げ会場とする土浦全国花火競技大会開催日には、会場と土浦駅東口を結ぶシャトルバスの運行経路に利用されている。この時は、一般車両は通行止めとなる。また、冬季（主に1月・2月）には路面凍結がたびたび発生し、全面通行止となることがある。
最高速度が40–50 km/hに制限された上下線合わせて2車線の道路で、交差点や信号はなく、3か所のバスストップが設けられている。通行できる車両は、普通乗用車や普通貨物自動車、大型を含むバス、小型特殊自動車に限られ、大型貨物自動車・自動二輪車・自転車・歩行者の通行は禁止されている。オートバイやバイク、大型車を除いたのは、商店街、人家が密集する土浦市の中心市街地に高架街路があるためで、歩道が設けられていないことから歩行者も通行することはできない。
茨城県道24号土浦境線の上部を通っている部分は、県道のバイパス扱いとなっており、それ以外の部分は土浦市の管理となっている。

## 歴史

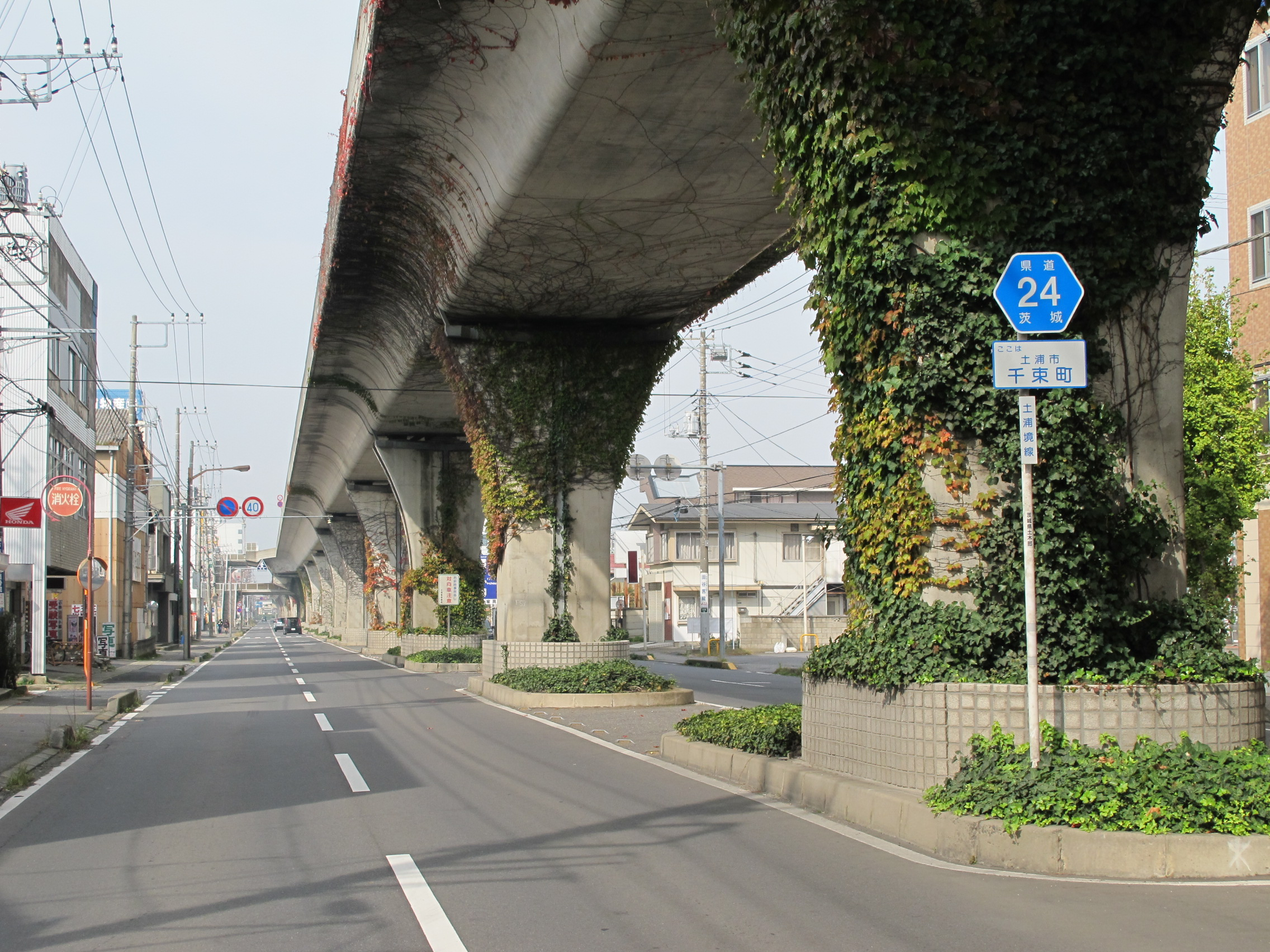
県道土浦境線上に架かる土浦ニューウェイ（土浦高架道）。Y字型橋脚の様子が見て取れる。
土浦市千束町（2013年11月）

土浦ニューウェイは、1985年の国際科学技術博覧会（科学万博 - つくば '85）開催に合わせ建設された高架街路で、1985年（昭和60年）3月2日に開通した。この開通で土浦市は、地方都市の中心市街地に高架街路を導入した全国初の自治体となった。
科学万博を開催するため鉄道と道路両面によるインフラ整備計画について国機関や茨城県が一体となり連携して進められている中、当初、建設省街路課（当時）から茨城県土木部へ常磐線仮設駅（万博中央駅）から博覧会会場へアクセスする立体街路建設計画案の話を持ち掛けられていた。
これを受けて県は、仮設駅はあくまで臨時のものであって撤去されてしまうことなどの理由から、当時、茨城県南地区の商業中心地であった土浦市の市街地交通混雑解消と、筑波研究学園都市との連携を強化するため、土浦駅東口広場から市街地を抜けるまでの3 kmの場所に高架街路を建設する計画とし、併せて博覧会会場までバス輸送に使用すればサブシステムとしても有効との見解を示して建設省へ建設計画ルートについて申し入れを行い、土浦市の賛同を得て1982年（昭和57年）12月にその構想が公表された。
総事業費132億円（当時）の大事業で、立体街路事業の延長別では土浦市が1.26 km、茨城県が1.73 km分を受け持った。博覧会開催まで約3年を切っていたが、用地買収や補併交渉など土浦市が全庁を挙げてこれにあたり、茨城県土木部の出先機関である土浦土木事務所が事業を執行し、1983年（昭和58年）11月の着工から実質1年3か月余りの突貫工事で完成させた。当時設計にあたり、市街地を通る高架道のため美観が重視され、Y字型のスレンダーな橋脚とした構造設計に、上部構造物も一体感を持たせた意匠構造にされた。
つくば万博開催期間中は、土浦駅東口広場から立体街路（土浦高架道）を使って、国鉄や茨城県内の民間バス会社が50人乗りの普通バスで連絡輸送にあたっており、輸送上のトラブルはまったくなく、万博客の輸送に貢献した道路施設となった。

### 年表
- 1982年（昭和57年）12月14日：土浦市が土浦高架街路の構想を発表[6]
- 1983年（昭和58年）3月31日：都市計画決定について建設大臣認可[6]
- 1983年（昭和58年）4月14日：都市計画決定（土浦阿見都市計画道路 3・2・30号 土浦駅東・学園線）[2]
- 1983年（昭和58年）6月2日：土浦市有明町 - 桜町四丁目・大手町（土浦市事業区間）の都市計画事業認可[13]
- 1983年（昭和58年）6月27日：土浦市桜町四丁目・大手町 - 佐野子（県事業区間）の事業認可[6]
- 1983年（昭和58年）11月25日：県、市とも下部工事に着手[6]
- 1985年（昭和60年）2月18日：茨城県施工区間を県道土浦境線に指定[7]
- 1985年（昭和60年）3月2日：開通[8]
- 1985年（昭和60年）3月17日：国際科学技術博覧会開幕（ - 9月16日まで開催）

## バス路線

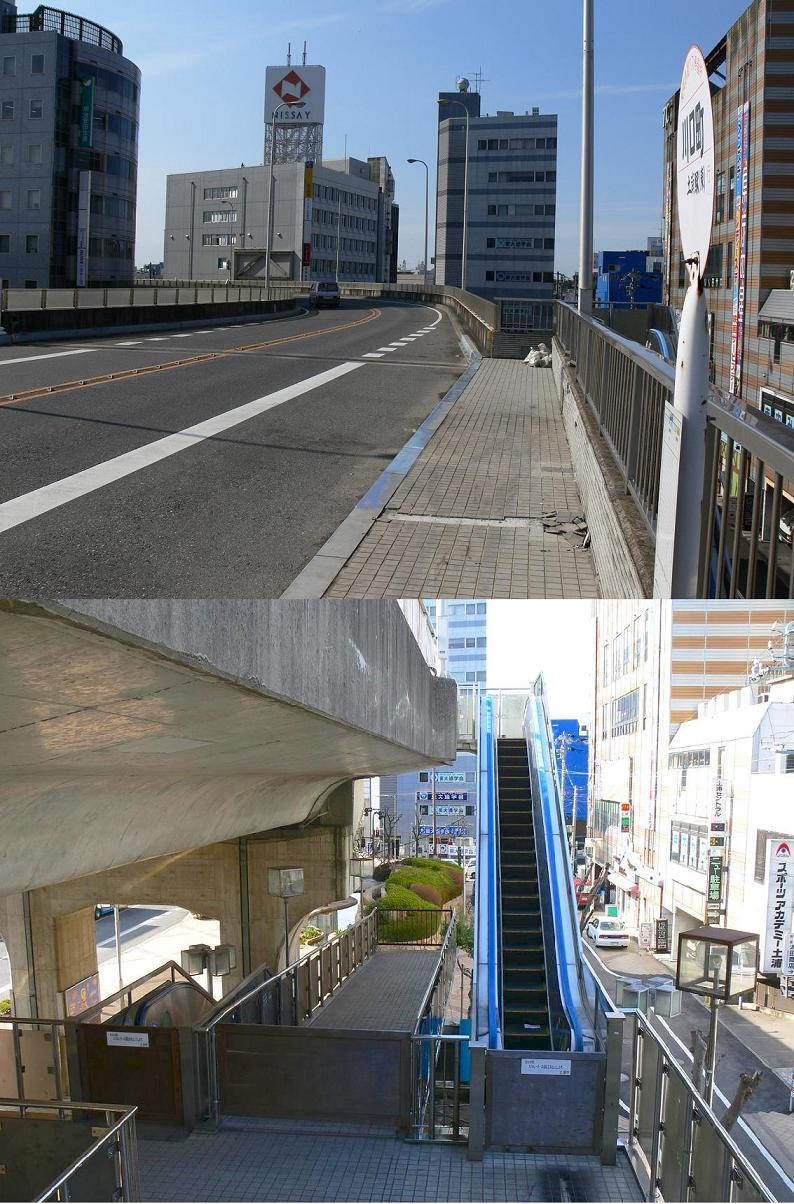
川口町バス停の様子 上の画像がバス停、下の画像がバス停下にあるエスカレーターと階段部分。

土浦ニューウェイには歩道がなく、途中のバス停留所はその部分のみに歩行者部を設け、地上からの連絡階段によって旅客が利用できるようになっており、埼玉新都市交通伊奈線（ニューシャトル）の高架駅の構造に酷似している。
本道路内にあるバス停留所は、川口町、桜町四丁目、田中町の上下線に3つある。これら高架バス停留所は、停車本数もごく少なく、地上の道路を通るバスの本数が多いことなどからあまり利用されていない。また、下記の運行系統[18]は、つくば花室トンネル内にある停留所にも停車することから、地上・高架・地下に停留所がある特徴的なバスとなっている。
関東鉄道
- [18]土浦駅東口 - つくばテクノパーク大穂
- 【高速バス】土浦駅・つくばセンター - TDR・東京テレポート駅
- 【高速バス】TMライナー（水戸駅 - つくばセンター・筑波大学・土浦駅）

その他、「エアポートライナーNATT'S」、「よかっぺ号」も通行するが、乗降扱いはない。また、土浦全国花火競技大会開催時には、臨時シャトルバスが多数運行されるが、それも高架部には停車しない。

## 新交通システムとの関連
本道路は将来もし交通需要が増加した時には新交通システム（案内軌条式鉄道等）への転換に配慮された構造として建設がされている。ただし当時の人口集積では新交通システムの経営が成り立たないと判断され構想段階で中止されていた。新交通システムの建設は完成間近の資料でも導入は困難とされ、さらに新交通システムには統一されたシステムが無く、当時の論文でも「基準が大きく改定される可能性がある」と指摘されている。
「土浦ニューウェイは、科学万博にあわせて計画された新交通システムが途中で頓挫し、その遺構を道路として使用している」といった誤った解釈がしばしば行われているが、前述の通り始めから道路用高架として計画されている。
このほか、採算性の問題から中止されたものの1970年代には筑波研究学園都市と常磐線を結ぶモノレール計画もあった。

## 都市計画としての評価
公益社団法人日本都市計画学会が「都市計画に関する独創的または啓発的な業績により、今後の都市計画の進歩、発展に寄与しうる貢献をした個人または団体を対象とする」石川奨励賞において、1985年度表彰として「都市計画道路土浦駅東学園線（高架道）の計画と設計」が受賞している。受賞理由は「土浦市都心部に高架道路を通すことによって、駅へのアクセスを改善して、駅の利用度を高めるとともに高架道が都心部の地域分断施設とならないように、かつ、商店街の活性化を図れるようにするため、高架橋のデザインを工夫し、高架下の道をショッピングモールとして、沿道残地に商業ビルを構築するという総合的な施策を実施した」というものである。